# ياسين أوزتكين

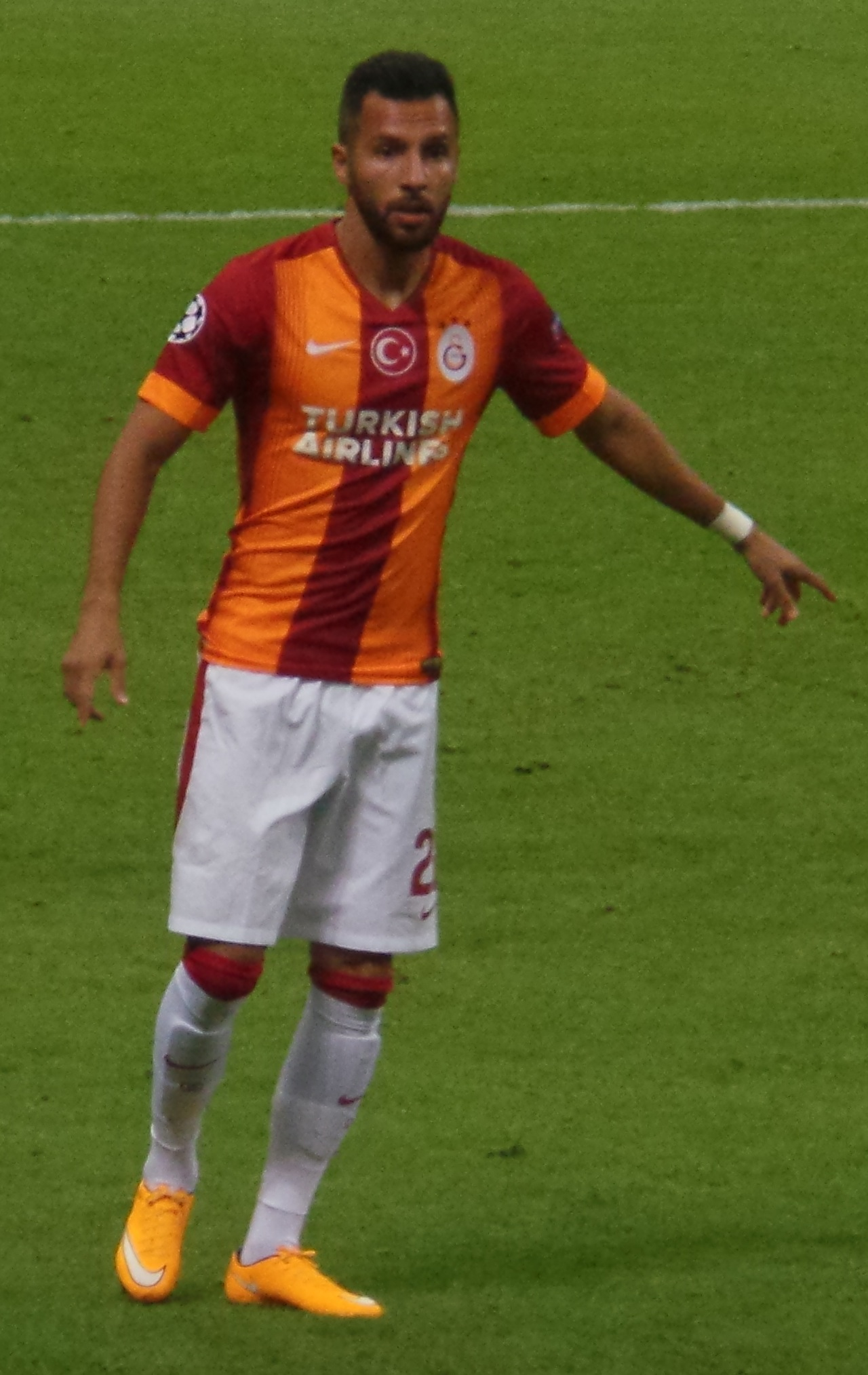

ياسين أوزتكين (مواليد 19 مارس 1987 في دورتموند - ألمانيا) لاعب كرة قدم ألماني ذو أصول تركية يلعب حاليا لصالح نادي الدرجة الأولى بروسيا دورتموند الألماني منذ 1996 في مركز الوسط المحوري .

## روابط خارجية
- ياسين أوزتكين على موقع الاتحاد الأوربي (الإنجليزية)
- ياسين أوزتكين على موقع اتحاد تركيا (لاعب) (الإنجليزية)
- ياسين أوزتكين على موقع قاعدة بيانات كرة القدم.إي يو (الإنجليزية)
- ياسين أوزتكين على موقع ناشيونال فوتبول تيمز (الإنجليزية)
- ياسين أوزتكين على موقع Soccerway.com (الإنجليزية)
- ياسين أوزتكين على موقع عالم كرة القدم.نت (الإنجليزية)
- ياسين أوزتكين على موقع AS.com (الإسبانية)